# Награди „Оскар“ (38-а церемония)
Тридесет и осмата церемония по връчване на филмовите награди „Оскар“ се провежда на 18 април 1966 година. На нея се връчват призове за най-добри постижения във филмовото изкуство за предходната 1965 година. Събитието е проведено в „Санта Моника Аудиториум“, Санта Моника, Калифорния. Водещ на представлението за пореден път е шоуменът Боб Хоуп.
Това е първото цветно телевизионно излъчване на спектакъла. Осъществено е от телевизионната мрежа Ей Би Си.
Големите победители на вечерта са музикалният филм „Звукът на музиката“ на режисьора Робърт Уайз и епичната драма „Доктор Живаго“ на Дейвид Лийн, и двата с по 10 номинации в различните категории, печелейки по 5 награди. Сред останалите основни заглавия са драмата „Корабът на глупците“ на Стенли Крамър, британската сатирична драма „Скъпа моя“ на Джон Шлезинджър и култовата уестърн комедия „Кет Балу“ на Елиът Силвърщейн.
В категорията за най-добра женска роля фаворитката Джули Андрюс пропуска възможността да вземе статуетката за втора поредна година след миналогодишния ѝ триумф с Мери Попинз.
Чехословашката военна драма „Магазин на главната улица“, на режисьорите Ян Кадар и Елмар Клос, печели приза за най-добро чуждоезично произведение.

## Филми с множество номинации и награди
| Долуизброените филми получават повече от 2 номинации в различните категории за настоящата церемония: - 10 номинации: „Доктор Живаго“, „Звукът на музиката“ - 8 номинации: „Корабът на глупците“ - 5 номинации: „Страдание и възторг“, „Кет Балу“, „Скъпа моя“, „Голямата надпревара“, „Най-великата история разказвана някога“, „Парченце тъга“ - 4 номинации: „Отело“, „Хиляда клоуна“, „Шербургските чадъри“ - 3 номинации: „Колекционерът“, „Дейзи Кловър отвътре“ | Долуизброените филми получават повече от 1 награда „Оскар“ на настоящата церемония:. - 5 статуетки: „Доктор Живаго“ и „Звукът на музиката“ - 3 статуетки: „Скъпа моя“ - 2 статуетки: „Корабът на глупците“ |

## Номинации и награди
Долната таблица показва номинациите за наградите в основните категории. Победителите са изписани на първо място с удебелен шрифт.
| Най-добър филм | Най-добър режисьор |
| --- | --- |
| - Звукът на музиката - Доктор Живаго - Скъпа моя - Хиляда клоуна - Корабът на глупците | - Робърт Уайз – Звукът на музиката - Дейвид Лийн – Доктор Живаго - Джон Шлезинджър – Скъпа моя - Уилям Уайлър – Колекционерът - Хироши Тешигавара – Жената от пясъците          |
| Най-добра мъжка роля | Най-добра женска роля |
| - Лий Марвин – Кет Балу - Лорънс Оливие – Отело - Род Стайгър – Съдържателят на заложна къща - Оскар Вернер – Корабът на глупците - Ричард Бъртън – Шпионинът, който дойде от студа | - Джули Кристи – Скъпа моя - Джули Андрюс – Звукът на музиката - Елизабет Хартман – Парченце тъга - Симон Синьоре – Корабът на глупците - Саманта Егар – Колекционерът          |
| Най-добра поддържаща мъжка роля | Най-добра поддържаща женска роля |
| - Мартин Болсам – Хиляда клоуна - Франк Файнли – Отело - Том Къртни – Доктор Живаго - Майкъл Дън – Корабът на глупците - Йън Банън – Полетът на Феникса | - Шели Уинтърс – Парченце тъга - Рут Гордън – Вътрешният свят на Дейзи Клоувър - Маги Смит – Отело - Пеги Ууд – Звукът на музиката - Джойс Редман – Отело                       |
| Най-добър оригинален сценарий | Най-добър адаптиран сценарий |
| - Скъпа моя – Фредерик Рафаел - Казанова '70 – Агеноре Инкрочи, Фурио Скарпели, Марио Моничели, Тонино Гуера, Джорджо Салвиони и Сусо Чечи д'Амико - Шербурските чадъри – Жак Деми - Влакът – Франклин Коен и Франк Дейвис - Тези великолепни мъже в техните летящи машини или как летях от Лондон до Париж за 25 часа и 11 минути – Джек Дейвис и Кен Анакин | - Доктор Живаго – Робърт Болт - Хиляда клоуна – Хърб Гарднър - Кет Балу – Уолтър Нюмън и Франк Пиърсън - Корабът на глупците – Аби Ман - Колекционерът – Стенли Ман и Джон Коен |
| Най-добър чуждоезичен филм | |
| - Магазин на главната улица (Чехословакия) - Призрачни истории (Япония) - Скъпи Джон (Швеция) - Брак по италиански (Италия) - Кръв по земята (Гърция) | |